# Ralston (Wyoming)
Ralston és una concentració de població designada pel cens dels Estats Units a l'estat de Wyoming. Segons el cens del 2000 tenia 233 habitants.

## Demografia
Segons el cens del 2000, Ralston tenia 233 habitants, 96 habitatges, i 74 famílies. La densitat de població era de 16 habitants/km².
Dels 96 habitatges en un 20,8% hi vivien nens de menys de 18 anys, en un 68,8% hi vivien parelles casades, en un 7,3% dones solteres, i en un 22,9% no eren unitats familiars. En el 17,7% dels habitatges hi vivien persones soles el 8,3% de les quals corresponia a persones de 65 anys o més que vivien soles. El nombre mitjà de persones vivint en cada habitatge era de 2,43 i el nombre mitjà de persones que vivien en cada família era de 2,7.
Per edats la població es repartia de la següent manera: un 19,3% tenia menys de 18 anys, un 5,2% entre 18 i 24, un 24% entre 25 i 44, un 31,8% de 45 a 60 i un 19,7% 65 anys o més.
L'edat mediana era de 46 anys. Per cada 100 dones de 18 o més anys hi havia 97,9 homes.
La renda mediana per habitatge era de 40.893 $ i la renda mediana per família de 41.429 $. Els homes tenien una renda mediana de 29.091 $ mentre que les dones 28.333 $. La renda per capita de la població era de 22.320 $. Cap de les famílies estaven per davall del llindar de pobresa.

## Poblacions més properes
El següent diagrama mostra les poblacions més properes.